# Jer–2
A Jer–2 (cirill betűkkel: Ер–2) más jelzéssel DB–240 (DB – dalnij bombargyirovscsik, magyarul: távolsági bombázó, a „240” a tervezőiroda sorozatszámára utal) az 1930-as évek második felében kifejlesztett szovjet kétmotoros távolsági bombázó repülőgép.

## Története
A nagy hatótávolságú bombázó repülőgép tervezése 1938-ban kezdődött a Vlagyimir Jermolajev irányítása alatt álló OKB–240 tervezőirodában. A kezdetben DB–240 típusjelzést kapott gépet Robert Bartini 1937-ben tervezett Sztal–7 utasszállító repülőgép továbbfejlesztésével alakították ki.
A gép tervei 1939 elejére készültek el, melyeket a szovjet légierő vezetése 1939. július 29-én jóváhagyott és engedélyezték két prototípus megépítését. A gép első prototípusa 1940. május 14-én emelkedett először a levegőbe. A repülési teszteket követően még abban az évben döntöttek a sorozatgyártás beindításáról.
Az első sorozat gyártása 1940-ben kezdődött el, már Jer–2 típusjelzéssel az egykori 18. sz. voronyezsi repülőgépgyárban, ahol 1941. június 22-ig, a gyár evakuálásáig kb. 50 darabot építettek. (A gyárat 1941-ben átköltöztették Kujbisevbe, ma Aviakor néven működik). A sorozatgyártással párhuzamosan folyt a gép továbbfejlesztése, ez elsősorban új, nagyobb teljesítményű motorok alkalmazását és a fegyverzet korszerűsítését jelentette.
A gép sorozatgyártása Irkutszkban, a 39. sz. repülőgépgyárban folytatódott. A második nagy sorozat kb. 312 gépből állt, ezek gyártása 1941 szeptemberéig tartott.
Később, 1944-ben felújították a gyártását, ekkor több speciális típusváltozatból álló sorozatot gyártottak. A VIP-feladatokra szánt különleges rendeltetésű Jer–2ON 1945. április 16-án repült először. Ezeket a gépeket az irkutszki repülőgépgyárban gyártották.
Minden típusváltozatát beleszámítva összesen 462 példányt építettek belőle a voronyezsi és az irkutszki repülőgépgyárban.

## Alkalmazása
A repülőgépet 1941-ben rendszeresítették a szovjet légierőben. Két bombázóezredet, a 420-as, és a 421-es ezredeket szerelték fel a típussal. A gépek részt vettek a második világháború kezdeti időszakának néhány szovjet nagy távolságú bombázó hadműveletében Németország és Lengyelország felett. Így a gépeket bevetették az 1941. augusztus 10–11-i, Berlin elleni szovjet bombázó támadásban. Később a Varsó elleni bombázó bevetéseken is többször használták. A gépeknek jelentős szerepük volt a szárazföldi csapatok ellátásában is. 1943-tól fokozatosan elkezdték a gépek kivonását, ezeket a gépeket a cseljabinszki navigátorkiképző iskolához irányították. Az 1943 után gyártott gépeket főleg a front mögött tevékenykedő partizán-egységek ellátására használták. A legtovább, 1947-ig a speciális szállítási feladatokra használt Jer–2ON állt szolgálatban.

## Típusváltozatai
- DB–240 – Az első két prototípus, melyeket 1050 LE-s M–105 motorokkal szereltek fel
- Jer–2 – Sorozatgyártású alapváltozat, M–105 motorokkal felszerelve. A legtöbb (kb. 360 db) ebből a változatból készült. Műszaki jellemzőiben megegyezik a DB–240 prototípussal.
  - Jer–2 (AM–35A motorral) – két darab V12 hengerelrendezésű, 993 kW-os (1350 LE) Mikulin AM–35A motorral felszerelt változat, melyből csak három prototípus készült. Fegyverzete és bombaterhelése megegyezett a DB–240-es prototípuséval.
  - Jer–2 (AM–37 motorral) – két darab V12 hengerelrendezésű, 1030 kW (1400 LE) maximális teljesítményű Mikulin AM–37 motorral felszerelt változat. Fegyverzete erősebb, mint a DB–240-es alapváltozaté. A gépre három darab 12,7 mm-es UBT géppuskát szereltek, maximális bombaterhelése 3000 kg-ra nőtt. Csak négy darab prototípust építettek ebből a változatból.
  - Jer–2 (MB–100 motorral) – két dara 24 hengeres, X hengerelrendezésű, 1618 kW (2200 LE) maximális teljesítményű Dobrotvorszkij MB–100 motorral felszerelt változat. Beépített fegyverzetét két darab 12,7 mm-es UBT géppuska és egy daeab 7,62 mm-es SKASZ géppuska képezte. , maximális bombaterhelése 3000 kg volt. Csak egy prototípus készült belőle.
  - Jer–2 (M–40F motorral) – Az első dízelmotoros változat, 1103 kW (1500 LE) maximális teljesítményű Csaromszkij M–40F dízelmotorokkal felszerelve. Csak egy prototípus készült, fegyverzete megegyezett az MB–100 motorros változattal.
- Jer–2ON – Speciális VIP-változat

## Műszaki adatok (Jer–2 2M–105)

### Geometriai méretek és tömegadatok
- Hossz: 16,23 m
- Fesztávolság: 21,65 m
- Magasság: 4,82 m
- Szárnyfelület: 72,1 m²
- Üres tömeg: 7076 kg
- Maximális felszálló tömeg: 13 460 kg
- Üzemanyagtartályok kapacitása: 5440 l

### Motor
- Motorok száma: 2 db
- Típusa: Klimov M–105 V12 hengerelrendezésű, folyadékhűtésű benzinmotor
- Felszálló teljesítmény: 809 kW (95 LE)
- Légcsavar: VIS–22E

### Repülési jellemzők
- Legnagyobb sebesség:
  - Nagy magasságban: 445 km/h
  - Földközelben: 395 km/h
- Utazósebesség: 390 km/h
- Hatótávolság: 4100 km
- Legnagyobb repülési magasság: 7700 m
- Emelkedőképesség: 5,5 m/s
- Szárny felületi terhelése: 166 kg/m²
- Felszállási úthossz: 580 m